# Torre de ses Puntes
La Torre de ses Puntes va ser un recinte defensiu i habitatge rural medieval de Manacor, datada del segle XIV. El nom respon a la rematada de merlets, que li donen una imatge característica. Antigament, quedava fora del recinte urbà, com una casa de possessió. Actualment, però, està englobada dins l'àrea urbana i dona nom al barri de Sa Torre. Concretament, s'ubica en el carrer Menorca, 3.
De l'edifici, d'estil gòtic, només es conserva la torre habitatge. Aquesta és BIC amb la categoria de monument històric nacional des de l'any 1925. També forma part de la Ruta del Gòtic del PTMI.

## Història
De la torre de ses Puntes, datada del segle xiv per les traces arquitectòniques, no se'n té constatació documental fins al segle XVI. Des de llavors apareix enregistrada amb diversos noms, segons la família que n'era propietària o bé simplement com a «la Torre». Fou propietat dels Domenge (segles XVI-XVII), Palou (finals del segle XVII), Burgera (finals del segle xviii-principis del XIX), etc. Fins que el 1926 l'Ajuntament ho comprà a la família Bonet Mas de Álvarez Ossorio.
La Torre de ses Puntes fou la ubicació de la nova col·lecció arqueològica de mossèn Aguiló, adquirida per l'Ajuntament després de la seva mort. El mossèn havia estat precursor de la investigació arqueològica a Manacor gràcies a les excavacions del conjunt litúrgic de Son Peretó. Una vegada instal·lades les peces, entre les quals es trobava el mosaic de Balèria, s'inaugurà el Museu Municipal el 6 de juny de 1926.
El 1931, però, amb l'arribada de la República es va témer per les peces i cap al 1933 es varen traslladar de forma ràpida i sense control de cap tipus al primer pis del claustre del convent dels Dominics, on varen quedar instal·lades de manera provisional i sense poder ser visitades durant anys. Part de l'edifici de la Torre de ses Puntes fou enderrocat als anys 1931-1936 a causa de la construcció d'una escola.
L'any 1982 es dugué a terme una reforma integral de l'edifici i l'addició del volum de l'escala exterior segons projecte dels arquitectes Neus García i Guillem Oliver. L'edifici acull en l'actualitat una sala d'exposicions, tot i que l'octubre del 2022 el ple de l'Ajuntament de Manacor va aprovar cedir l'edifici de la Torre de ses Puntes a la Conselleria d'Educació per ser destinat a l'ampliació del CEIP Sa Torre. L'edifici serà ocupat totalment per a usos educatius i la Conselleria es farà càrrec de les obres necessàries d'adaptació.

## Dades estilístiques
La torre de ses Puntes és l'únic que queda en peu del conjunt d'edificacions que antigament s'organitzaven al voltant d'una clastra tot donant la idea de recinte defensiu, més i més quant els merlets no eren exclusius de la torre. En la seva totalitat, edifici responia al tipus d'habitat fortificat o torre-habitatge, la qual constituïa en l'època immediata a la conquesta l'habitatge senyorial rural per excel·lència.
Actualment, és un edifici de planta rectangular ampla que consta de planta baixa i pis. El portal forà, el qual pas s'ha convertit en porxada, és per arc rodó de pronunciat regràs. Al nivell del pis s'obrin dues finestres coronelles que venen a contrarestar discretament la nuesa i sobrietat que predomina a la façana. L'edifici és coronat per merlets de forma piramidal excepte a la façana posterior. Cal destacar l'existència de dos potents rafes, un a l'esquerra del portal i l'altre al lateral dret.
L'escala de bastidor metàl·lic incorporada a la façana posterior pretén rememorar des de perspectives actuals el que se suposa era primitiu sistema d'accés: un portal a la planta pis, aquí situat sobre el pas del portal forà al qual s'arribava per un pont de fusta o escala de gat.

## Galeria

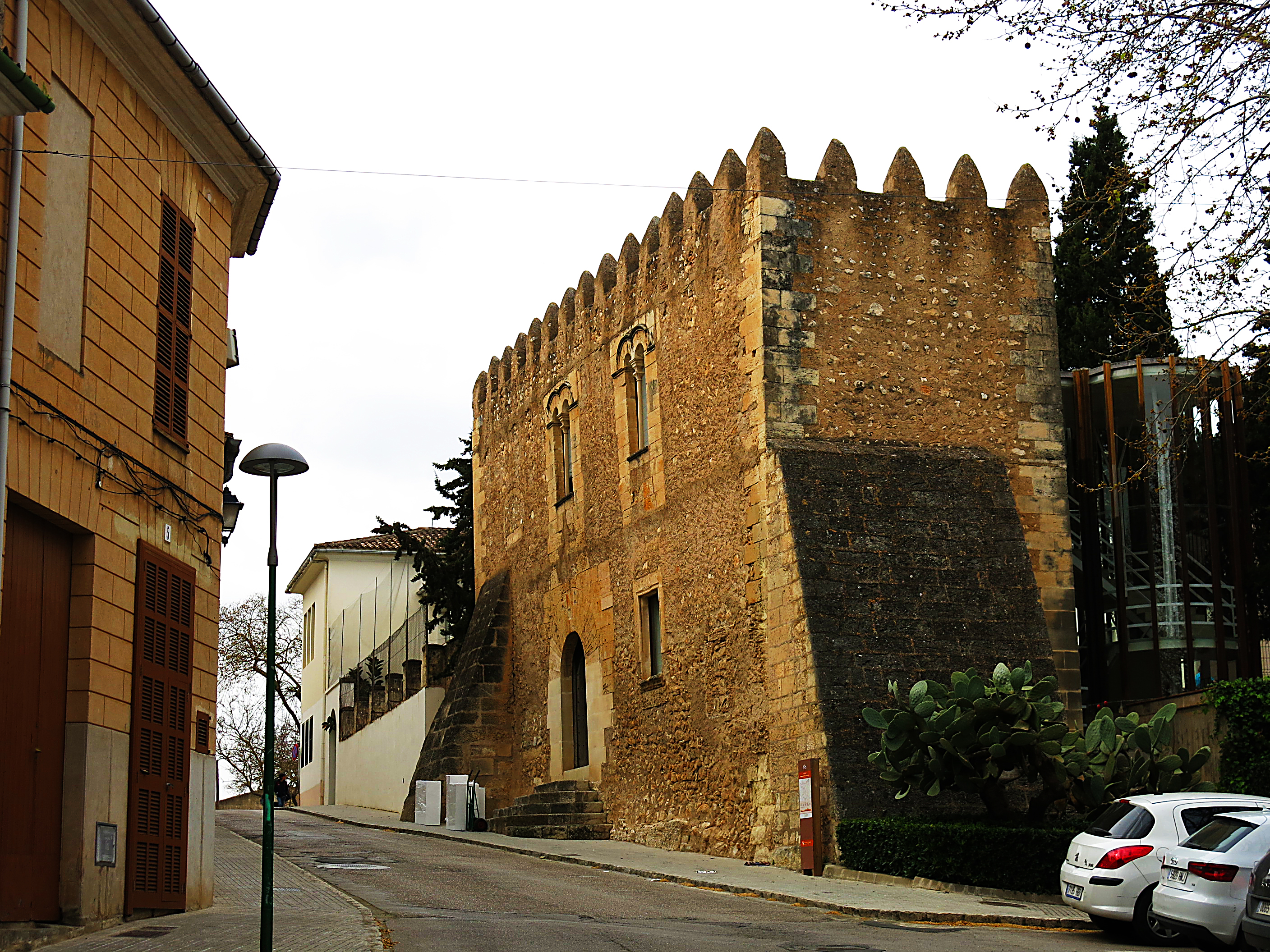
Torre de ses Puntes
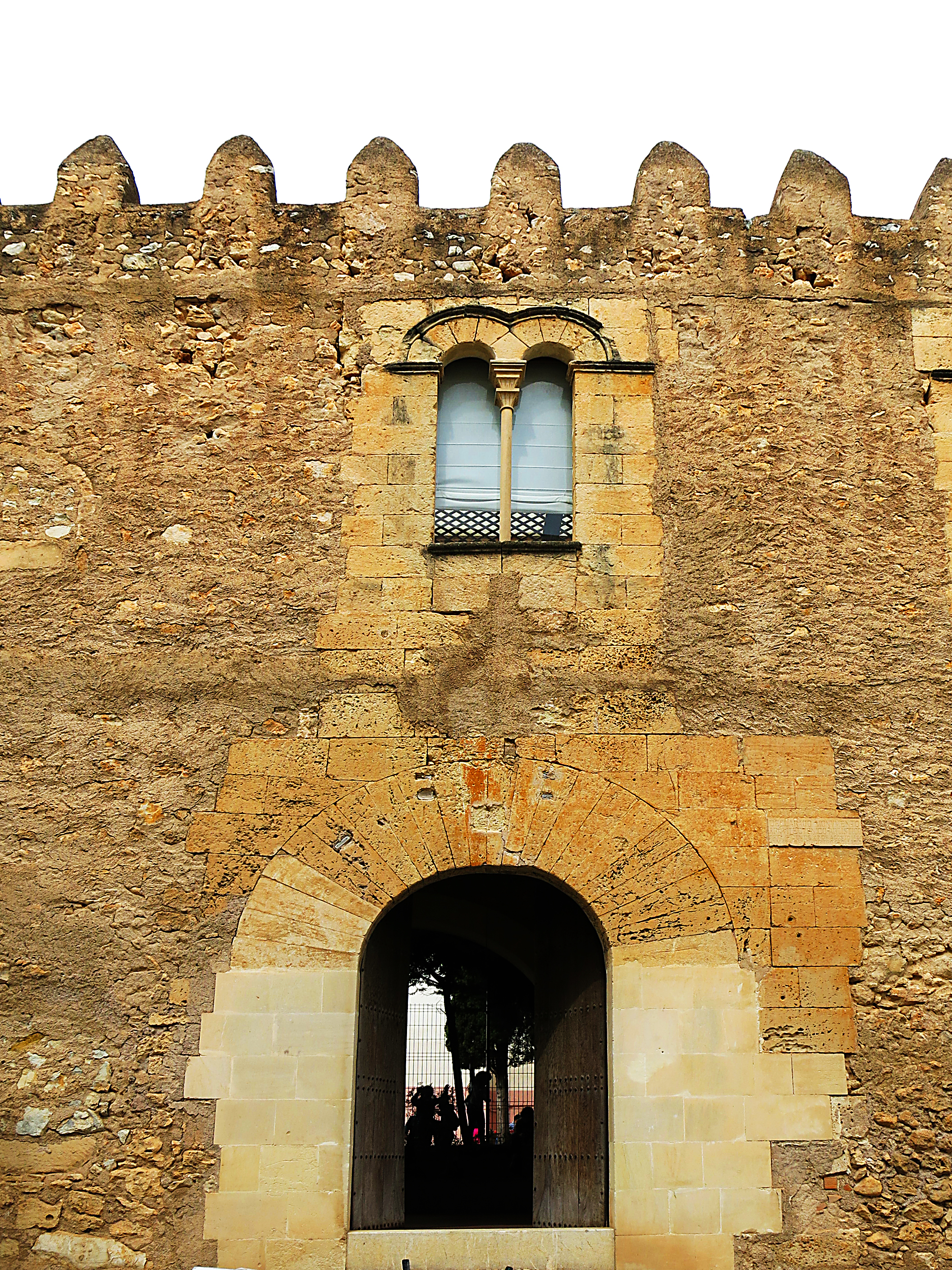
Imatge frontal de la Torre de ses Puntes